# Úhlavka
Úhlavka je malá západočeská řeka. Je to pravostranný přítok Mže, do které ústí ve
Stříbře, na jejím 44,5 říčním kilometru, v nadmořské výšce 361,9 m. Délka řeky činí 41,4 km. Plocha povodí měří 297 km².

## Průběh toku
Úhlavka pramení zhruba 1,5 km východně od Přimdy, nedaleko vsi
Velké Dvorce, v nadmořské výšce 635,3 m. Odtud teče nejprve východním směrem,
napájí rybník Peklo, protéká vsí Souměř a městečkem Stráž. Mezi Stráží a Boněticemi
vzdouvá její vody Dlouhý rybník. Tento rybník napájí i její
větší pravostranný přítok Čaňkovský potok. Dále protéká obcemi
Staré Sedlo a Prostiboř. U Prostiboře se Úhlavka otáčí na
severovýchod. Zhruba 6 km odtud tímto směrem přijímá zleva na říčním kilometru 11,9 svůj nejvýznamnější přítok Výrovský potok, který je dlouhý 21,7 km. Zhruba 6 km po proudu protéká
říčka městem Kladruby. Od Kladrub se Úhlavka klikatí
sevřeným údolím na sever k městu Stříbro, kde se vlévá zprava do Mže.

### Větší přítoky
- levé – Výrovský potok
- pravé – Čaňkovský potok

## Vodní režim
Průměrný průtok Úhlavky u ústí činí 1,2 m³/s.
Hlásný profil:
| místo   | říční km | plocha povodí | průměrný průtok (Qa) | stoletá voda (Q100) |
| ------- | -------- | ------------- | -------------------- | ------------------- |
| Stříbro | 0,35     | 296,58 km²    | 1,39 m³/s            | 94,9 m³/s           |

## Mlýny
- Kečovský mlýn – Darmyšl, okres Tachov, kulturní památka

## Fotogalerie

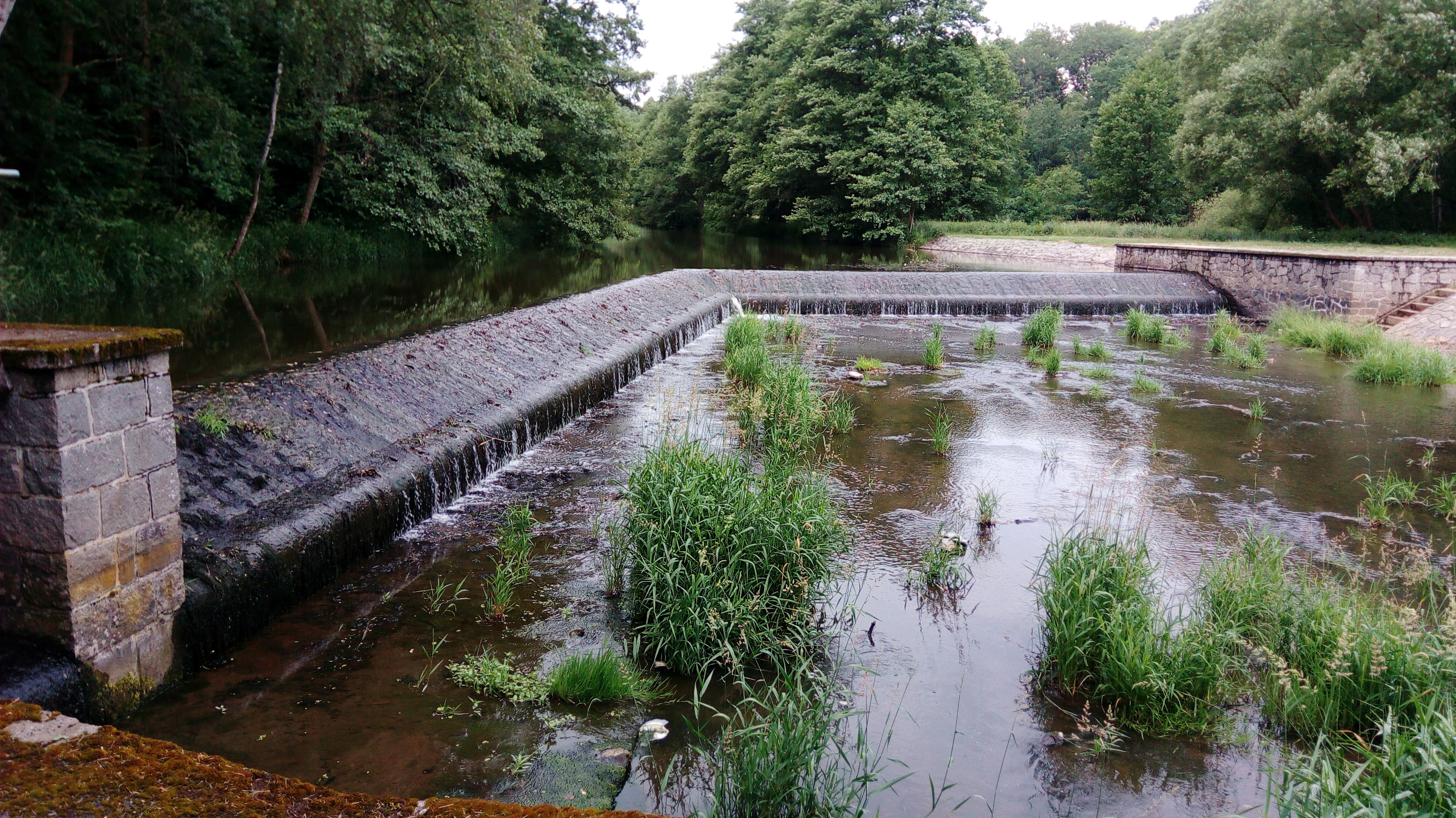
Netradiční tvar jezu u Kladrub
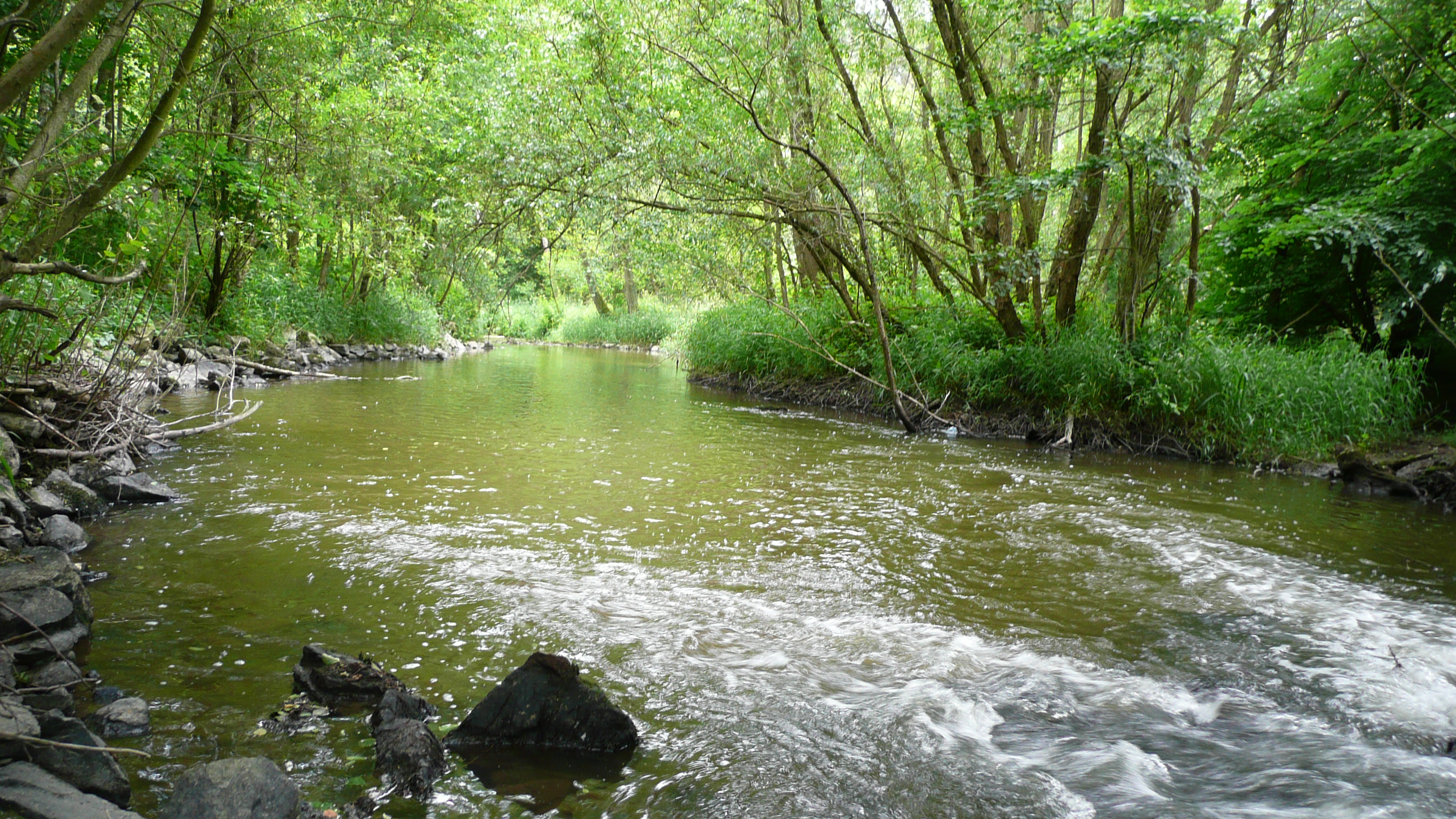
Úhlavka u Kladrub
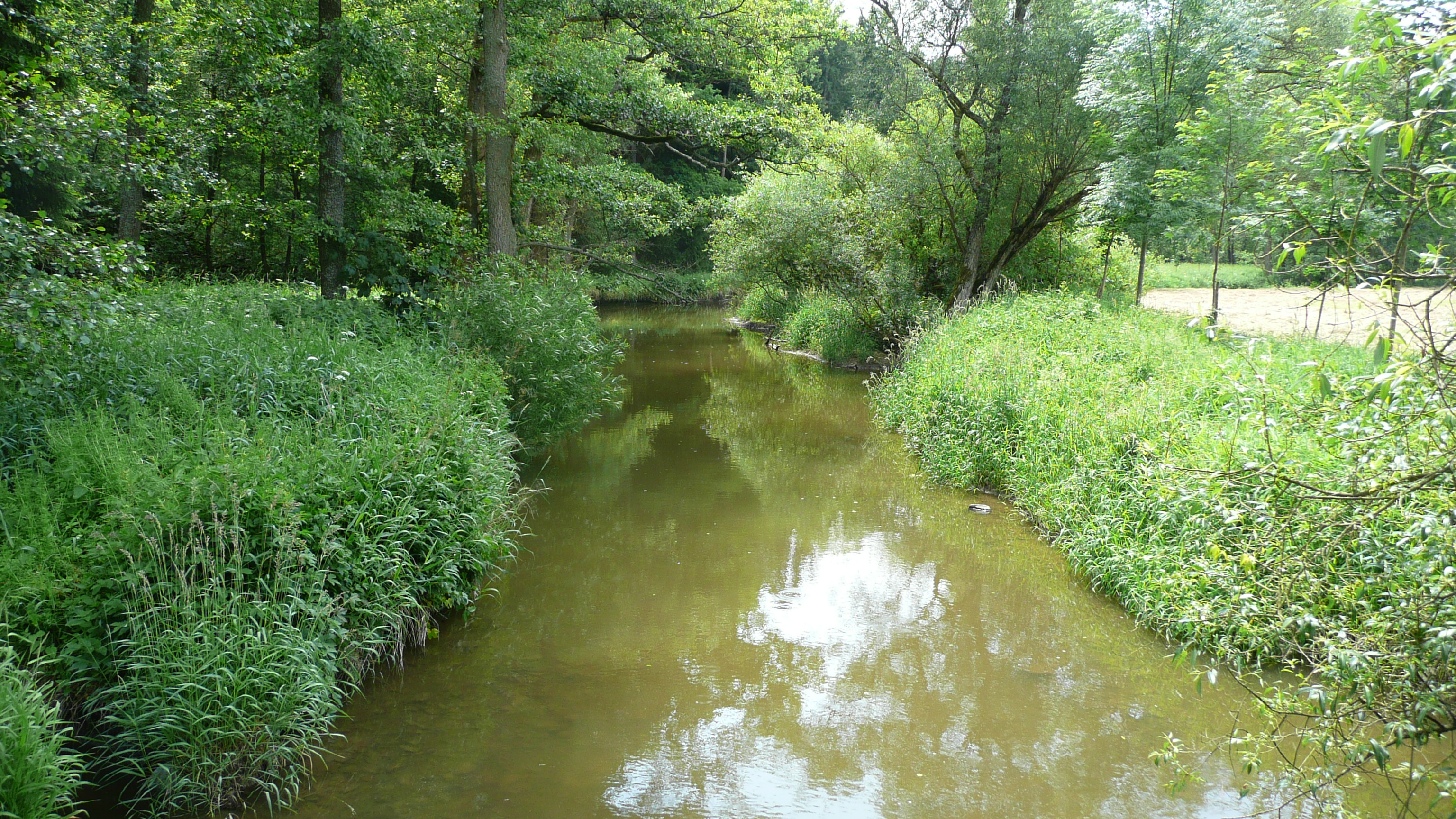
Úhlavka u Kladrub
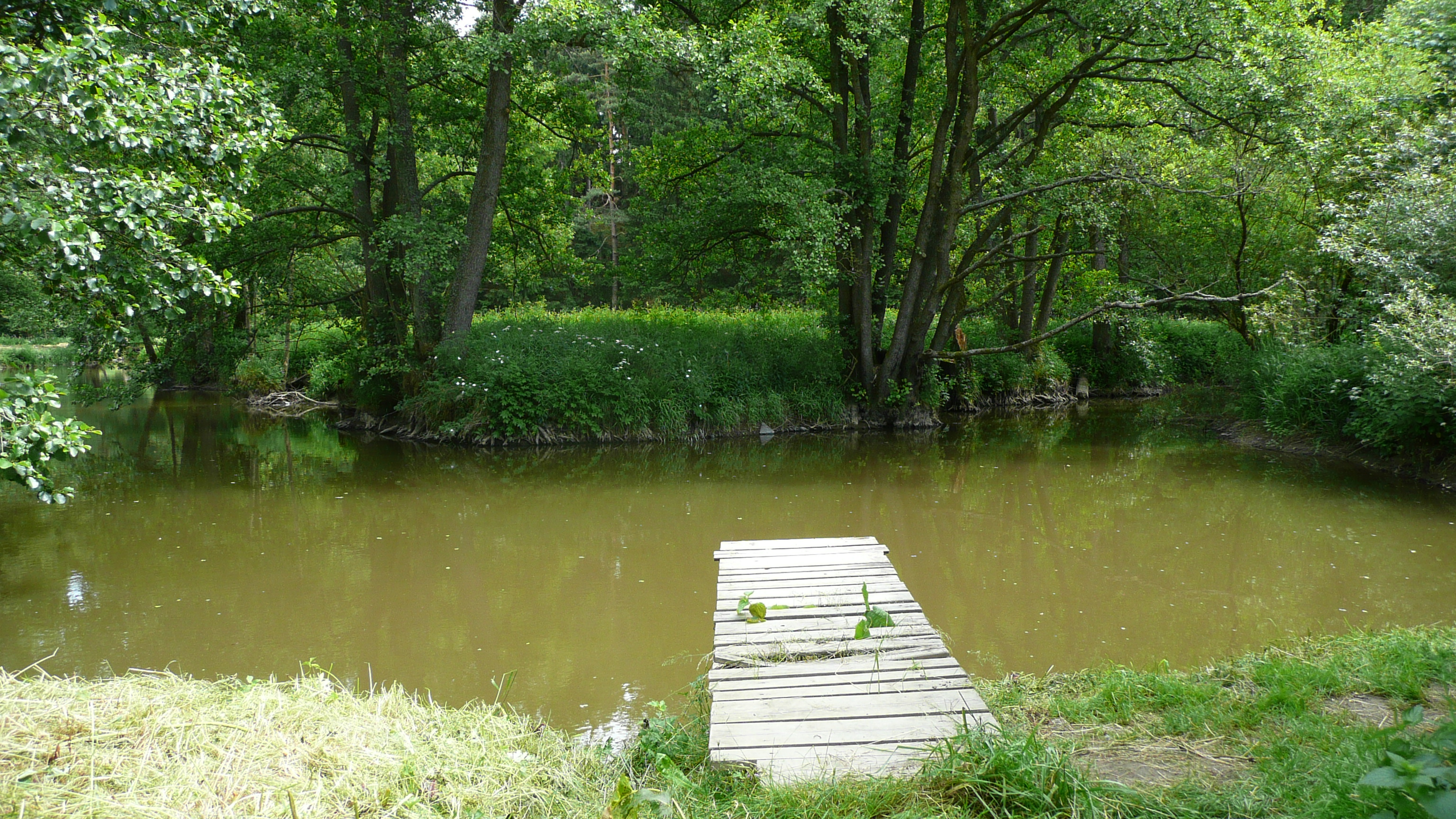
Úhlavka u Kladrub